# Anomère
Un anomère est une configuration particulière retrouvée dans trois cas :
- la chimie des sucres (formes cycliques de sucres, diastéréoisomères d'hétéroside) ;
- la chimie des hémiacétals cycliques ;
- dans des familles de molécules apparentées qui ne diffèrent que par la configuration de carbone.

## Sucres
| Conformères du D-glucose | Conformères du D-glucose  | Conformères du D-glucose  |
| Forme linéaire           | Projection de Haworth     | Projection de Haworth     |
| ------------------------ | ------------------------- | ------------------------- |
| 0,5 %                    | α-D-glucofuranose < 0,5 % | β-D-glucofuranose < 0,5 % |
| 0,5 %                    | α-D-glucopyranose 35 %    | β-D-glucopyranose 65 %    |

En milieu aqueux, la forme linéaire du sucre est peu stable et tend à se cycliser en forme plus stable : pyranose (cycle à six atomes) ou furanose (cycle à cinq atomes). Cette réaction change l'état d'hybridation du carbone C1 dans le cas d'un aldose, du C2 dans le cas d'un 2-cétose de sp2 en sp3, rendant ce carbone asymétrique (nouveau centre stéréogène). Ce carbone est appelé carbone « anomérique ».
Les anomères sont distingués par les lettres α et β. La forme est α si le groupe hydroxyle (-OH) anomérique et le groupe CH2OH terminal sont de part et d’autre du cycle, et β s’ils sont du même côté. Autrement dit, la forme est β si, dans la représentation de Fischer, le groupe -OH anomérique est du même côté que le groupe -OH impliqué dans la liaison osidique, et la forme est α s'ils sont de part et d'autre de la chaîne.
Dans le cas des séries D, la forme est α si le groupe -OH anomérique est vers le bas (ou à droite dans une représentation linéaire), et β s’il est vers le haut (ou à gauche dans une représentation linéaire) ; pour les séries L, c'est l'inverse. La forme β est la plus stable, et donc est la forme majoritaire.
Par exemple, en solution, le glucose est représenté sous cinq formes :
- linéaire ;
- α-D-glucofuranose ;
- β-D-glucofuranose ;
- α-D-glucopyranose ;
- β-D-glucopyranose.